# Верховный суд Пакистана
Верхо́вный суд Пакиста́на (англ. Supreme Court of Pakistan, урду عدالت عظمیٰ پاکستان‎) — высший суд Пакистана, расположенный в федеральной столице Исламабаде. Он является последней инстанцией обжалования для всех сторон в гражданских, уголовных или административных делах.

## История
Верховный суд Пакистана был создан в соответствии с положением Конституции 1956 года, он заменил Федеральный суд созданный в 1948 году (который был преемником Федерального суда Индии основанного в 1937 году). С момента своего создания в 1956 году, Верховный суд сохранял свои полномочия на протяжении всего времени.
По Конституции 1956 года Верховный суд располагался в Карачи, но позже был перемещён в Лахор. В Конституции 1973 года было указано, что Верховный суд должен располагаться в Исламабаде. Из-за отсутствия финансирования здание суда в Исламабаде не было построено, поэтому в 1974 году Верховный суд был перемещён из Лахора в Равалпинди. В 1989 году были выделены средства на строительство нового здания в Исламабаде. Строительство здания началось в 1990 году, а 31 декабря 1993 года суд переместился в новое помещение в Исламабаде.

## Состав
Верховный суд Пакистана состоит из председателя и 16 других судей назначаемых президентом. Человек с 5-летним опытом работы в качестве судьи или 15-летним опытом работы в качестве адвоката имеет право претендовать на должность судьи Верховного суда. Президент Пакистана назначает судей Верховного суда из числа лиц, рекомендованных Верховным судом на основе их знаний и опыта в различных областях права. Рекомендации Верховного суда является обязательными для президента. В соответствии с практикой, как правило, самый старший судья Верховного суда назначается главным судьей. Судья занимает свою должность до достижения 65-летнего возраста, если только он не уходит в отставку раньше или отстранён от должности в соответствии с Конституцией. Судья может быть отстранен от должности только по основаниям предусмотренными Конституцией, а именно — физической или умственной недееспособности или неправомерных действий, правомочность которых будет определена Высшим судебным советом.